# 805 (číslo)
Osm set pět je přirozené číslo. Následuje po čísle osm set čtyři a předchází číslu osm set šest. Římskými číslicemi se zapisuje DCCCV a řeckými číslicemi ωε.

## Matematika
805 je:
- Deficientní číslo
- Složené číslo
- Nešťastné číslo

## Astronomie
- (805) Hormuthia je planetka hlavního pásu, kterou objevil v roce 1915 Max Wolf

## Roky
- 805
- 805 př. n. l.